# Mirecourt
Mirecourt este o comună franceză, reședință de canton din departamentul Vosges, în arondismentul Neufchâteau. Situată în Lorena, comuna face parte în prezent din regiunea administrativă Grand Est.

## Geografie

### Localizare
Mirecourt este situată în inima regiunii Xaintois, la 24 de kilometri de Vittel, 35 de kilometri de Épinal, 40 de kilometri de Neufchâteau și 48 de kilometri de Nancy.

### Comune limitrofe
| Ramecourt                       | Poussay      | Mazirot  |
| Thiraucourt Domvallier          |              | Villers  |
| Remicourt Domèvre-sous-Montfort | Mattaincourt | Vroville |

### Relief
Altitudinea variază de la 261 m la 378 m.

### Hidrografie

#### Rețeaua hidrografică
Comuna este situată în bazinul hidrografic al Rinului, în cadrul bazinului Rhin-Meuse. Este drenată de râul Madon, pârâul Val d'Arol, pârâul Bazoilles, pârâul Ravenel și pârâul Talencourt.
Madon, cu o lungime totală de 96,9 km, își are izvorul în comuna Vioménil și se varsă în râul Moselle la Pont-Saint-Vincent, după ce traversează 47 de comune.
Val d'Arol, cu o lungime totală de 13,9 km, își are izvorul în comuna Domjulien și se varsă în râul Madon la Marcheprime, după ce traversează nouă comune.

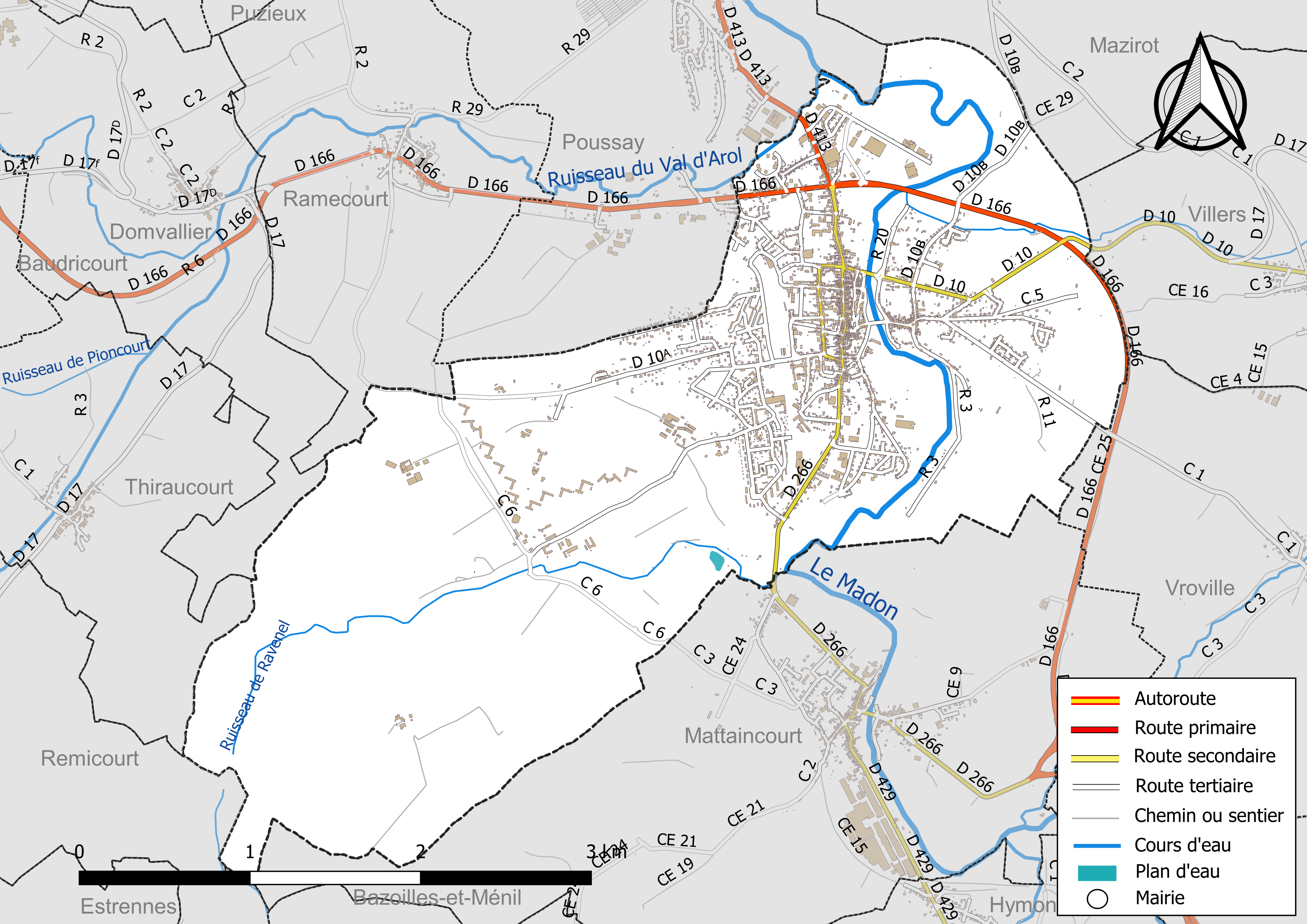
Rețelele hidrografice și rutiere Mirecourt.

#### Managementul si calitatea apei
Teritoriul comunei este acoperit de schema de amenajare și de gestionare a apelor (SAGE) „Nappe des Grès du Trias Inférieur”. Acest document de planificare, care include teritoriul din zona de distribuție a apelor din pânza freatică a Grès din Triasicul Inferior (GTI), cu o suprafață de 1.497 km², este în curs de elaborare. Obiectivul urmărit este de a stabiliza nivelurile piezometrice ale pânzei freatice GTI și de a atinge un echilibru între extrageri și capacitatea de reîncărcare a pânzei freatice. Schema trebuie să fie coerentă cu obiectivele de calitate definite în SDAGE Rhin-Meuse și Rhône-Méditerranée. Structura responsabilă pentru elaborarea și implementarea acesteia este consiliul departamental al Vosges.
Calitatea apei și a cursurilor de apă poate fi consultată pe un site dedicat, gestionat de agențiile de apă și de Agenția Franceză pentru Biodiversitate.

### Clima
În 2010, clima comunei este clasificată ca fiind de tip montan, conform unui studiu realizat de Centrului Național de Cercetare Științifică (CNRS) pe baza unui set de date care acoperă perioada 1971-2000. În 2020, Météo-France publică o tipologie a climatului pentru Franța metropolitană, în care comuna se află într-o zonă de tranziție între climatul oceanic și climatul continental și este inclusă în regiunea climatică Lorraine, plateau de Langres, Morvan. Această regiune se caracterizează printr-o iarnă aspră (1,5 °C), vânturi moderate și ceață frecventă toamna și iarna.
Pentru perioada 1971-2000, temperatura medie anuală a fost de 9,9 °C, cu o amplitudine termică anuală de 16,9 °C. Cantitatea medie anuală de precipitații a fost de 900 mm, cu 12,6 zile de precipitații în ianuarie și 9,7 zile în iulie. Pentru perioada 1991-2020, temperatura medie anuală observată la stația meteorologică Météo-France instalată în comună a fost de 10,4 °C, iar cantitatea medie anuală de precipitații a fost de 824,3 mm. Temperatura maximă înregistrată la această stație a fost de 39,5 °C, atinsă pe 25 iulie 2019; temperatura minimă a fost de -19,5 °C, atinsă pe 20 decembrie 2009.
Parametrii climatici ai comunei au fost estimați pentru mijlocul secolului (2041-2070) conform diferitelor scenarii de emisie de gaze cu efect de seră, bazate pe noile proiecții climatice de referință DRIAS-2020. Aceștia pot fi consultați pe un site dedicat publicat de Météo-France în noiembrie 2022.

## Urbanism

### Tipologie
La 1 ianuarie 2024, Mirecourt este categorisită drept târg rural, conform noii grile comunale de densitate cu șapte niveluri definită de INSEE (Institutul Național de Statistică și Studii Economice) în 2022. Aparține unității urbane Mirecourt, o aglomerație intra-departamentală care cuprinde patru comune, dintre care ea este orașul-centru. În plus, comuna face parte din zona metropolitană Mirecourt, fiind comuna-centru. Această zonă, care include 33 de comune, este categorisită în zonele cu mai puțin de 50.000 de locuitori.

### Utilizarea terenului
Ocuparea terenurilor în comună, conform bazei de date europene privind ocuparea biofizică a solurilor Corine Land Cover (CLC), este marcată de importanța teritoriilor agricole (49,1% în 2018), deși în scădere față de 1990 (52,8%). Repartizarea detaliată în 2018 este următoarea: pajiști (30,4%), zone urbanizate (20,9%), păduri (18,9%), terenuri arabile (15,2%), zone industriale sau comerciale și rețele de comunicații (11%), culturi permanente (3,5%). Evoluția ocupării terenurilor în comună și a infrastructurilor sale poate fi observată pe diferitele reprezentări cartografice ale teritoriului: harta Cassini (secolul XVIII), harta de stat-major (1820-1866) și hărțile sau fotografiile aeriene ale IGN pentru perioada actuală (1950 până în prezent).

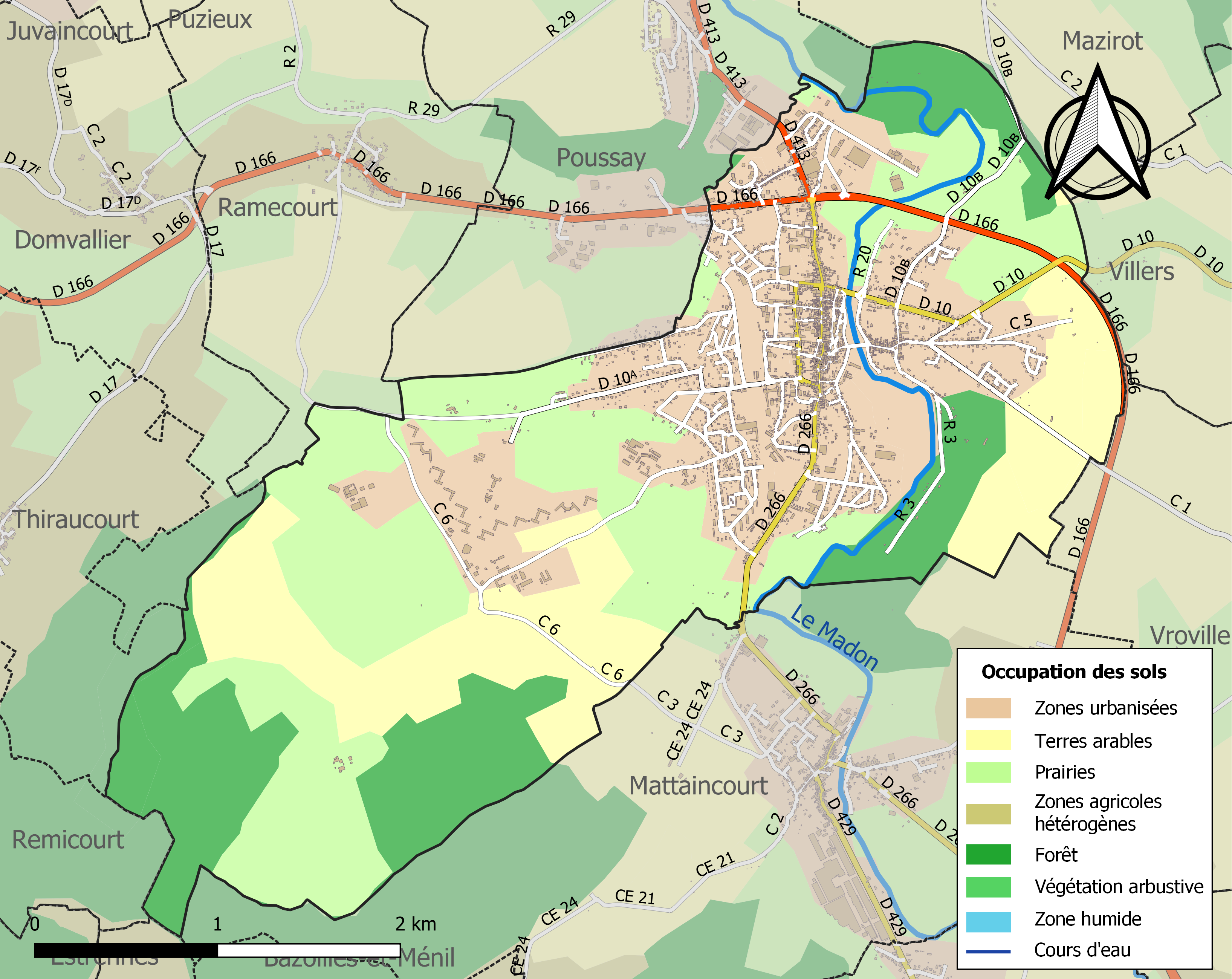
Harta infrastructurii și utilizării terenului a comunei în 2018 (CLC).

### Comunicații
Mirecourt este deservită de mai multe drumuri departamentale. Este conectată:
- Prin D 55 la RN 57 (17 km la est), care leagă în special Nancy de Épinal;
- Prin D 166 la autostrada A31 (26 km la vest), care leagă Nancy de Dijon.

Mirecourt dispune de propria sa stație feroviară situată pe linia 14, care leagă Nancy de Contrexéville. Celelalte stații feroviare cele mai apropiate se află la Charmes și Épinal.
Aeroportul Épinal – Mirecourt este situat la 6 km la vest de oraș, pe teritoriul comunei Juvaincourt.

## Toponimie
Mențiuni anterioare: In Murici curte (960); Murichort (1180); De Modoricicurte (secolul X); Mirecourt, Mirecort (1234); Murecourt (1264); Murecourt sur Madon (1279); Mericourt (1284); Myrecort (1286); Mercort (1297); Muricort (secolul XIII); Miricourt (1331); Mircourt (1332); Miricour (1392); Miricuria (1423); De Mirecuria (1427); Mercuria (1472); De Mercurio (1473); Myrecourt, Merecourt (secolul XVI); Prope Mircuriam (1538); Mirecour (1656).
Istoricii au încercat să găsească vreo asemănare între numele Mirecourt și cel al lui Mercur; dar nu prezintă nici o citare, nici o tradiție sau vreun monument vechi pentru a susține opinia lor. O altă ipoteză vorbește despre Muricus curtis: 'curtis' înseamnă domeniu rural, iar Muricus este numele proprietarului său.

## Istorie

### De la origini până în 1789
Mirecourt a fost fondată în primul mileniu, la intersecția drumurilor care duc de la Toul la Épinal și de la Neufchâteau la Châtel-sur-Moselle, la traversarea râului Madon. Prima mențiune a Mirecourt datează din anul 960, într-un act al împăratului Otto al II-lea, care stipulează că un anumit Urson a donat un important domeniu situat in Murici Curte.
În cursul secolului al XIII-lea, Mirecourt face parte din domeniul seniorial al contelui-episcop de Toul, care îi acordă scrisori de franciză în 1234. Un act din 1284 (Ferry III) consemnează alipirea Mirecourt și a teritoriului său la ducatul Lorena. Mirecourt devine reședința importantului județului Vôge, dar este mai presus de toate un oraș cu un mare comerț.
În secolul al XVI-lea, ducii de Lorena introduc în Mirecourt măiestria meșterilor italieni în fabricarea viorilor, măiestrie care se perpetuează până în zilele noastre. Astfel, un anumit Dieudonné Montfort, fabricant de viori, era deja activ în Mirecourt în 1602. În 1732, recunoscând această măiestrie, ducele Francisc III de Lorena, viitorul împărat al Sfântului Imperiu Roman de Națiune Germană, editează o cartă pentru „lutierii și fabricantii de viori din Mirecourt și Mattaincourt”. El dorește astfel să protejeze această breaslă „de abuzurile care se strecoară în meseria lor” și să păstreze „renumele pe care și l-a dobândit odinioară, de a conține meșteri pricepuți în fabricarea instrumentelor”. Paralel cu această activitate de lutierie, Mirecourt devine și un important centru al construcției de orgi în secolul al XVIII-lea. Nativ al orașului, Léopold Renaudin și-a ilustrat arta la Paris înainte de a îmbrățișa idealurile revoluționare și de a muri pe eșafod.
Loja masonică Saint-Jean le Parfait Désintéressement la Orient de Mirecourt datează din 1750, fiind una dintre cele mai vechi din Franța (a inaugurat templul său pe 23 martie 2014). De fapt, au existat trei loji masonice care s-au succedat: primele două sub denumirea distinctivă Saint-Jean le Parfait Désintéressement în secolul al XVIII-lea, iar a treia sub denumirea de l'Harmonie în secolul al XIX-lea.
În 1766, la moartea lui Stanisław Leszczyński, Lorena devine parte a Franței, dar organizarea administrativă este menținută. În 1776, Nicolas-Louis François de Neufchâteau cumpără funcția de locotenent-general al județului.

### Din 1789 până în zilele noastre
Reforma administrativă din 1789 face din Mirecourt un centru de district al departamentului Vosges, apoi un centru de arondisment; acest statut va fi pierdut în 1926, din cauza reducerii masive a numărului de subprefecturi (măsuri de economie luate de Raymond Poincaré).
Mirecourt găzduiește una dintre primele școli normale de învățători din Franța, fondată în 1828.
Începând cu 1870, un număr de protestanți veniți din Alsacia se stabilesc în Mirecourt și în împrejurimile sale, iar în 1983, Pierre Maignial fondează prima biserică protestantă din Mirecourt.
Fondată în 1890 la Mirecourt, Banque Kolb este filiala Crédit du Nord în nord-estul Franței.
Se fabrică, de asemenea, instrumente mecanice (orgi, serinette etc.). Orașul Mirecourt a dobândit o reputație mondială pentru producția de instrumente de cvartet și, în special, pentru producția de arcușuri. Șaizeci de ateliere de lutieri și de arcușari, mici întreprinderi și fabrici de prelucrare sunt înregistrate pe parcursul a trei secole. De asemenea, există o fabrică de producție de viori a companiei Couesnon. Majoritatea activităților sunt în curs de desfășurare în secolul al XIX-lea. Fabricarea de arcușuri scade odată cu apariția înregistrărilor sonore, în prima jumătate a secolului XX.
În 1940, după armistițiul din al Doilea Război Mondial, Wehrmacht-ul se instalează în Mirecourt. Spitalul psihiatric de la Ravenel, aflat în construcție, este transformat într-un lagăr de tranzit și de internare, denumit Frontstalag 120. Numeroși soldați francezi rămân prizonieri acolo în așteptarea transferului lor în lagăre de prizonieri din Germania. Prizonierii „indigeni” (care provin din coloniile franceze) rămân acolo mai mult timp; Frontstalag-ul este închis pe 17 februarie 1941. Aceștia vor fi trimisi în alte lagăre în zona ocupată. Orașul este eliberat pe 14 septembrie 1944 de către unități ale armatei americane. Site-ul de la Ravenel devine 21st General Hospital Washington, care va funcționa până în 1946.
Se continuă fabricarea dantelei la Mirecourt, în special la Maison de la Dentelle. O școală de lutieri a fost înființată acolo în 1970 de Étienne Vatelot.

## Politică și administrație
Prin decret prefectoral din 15 septembrie 2023, comuna va fi scoasă pe 1 ianuarie 2024 din arondismentul Épinal și va fi alipită la arondismentul Neufchâteau.
Comuna face parte din cantonul Mirecourt, în care este centrul, și din comunitatea de comune Mirecourt Dompaire.

## Populația și societatea

### Date demografice
Evoluția numărului de locuitori este cunoscută prin recensămintele populației efectuate în comuna respectivă începând din 1793. Pentru comunele cu mai puțin de 10 000 de locuitori, un recensământ al întregii populații este realizat la fiecare cinci ani, populațiile legale pentru anii intermediari fiind estimate prin interpolare sau extrapolare. Pentru comuna respectivă, primul recensământ exhaustiv în cadrul noului dispozitiv a fost realizat în 2005.
În 2021, comuna număra 4782 locuitori, în scădere cu 10,2 % față de 2015 (Vosges: −3,05%, Franța fără Mayotte: +1,84%).
| An        | 1793 | 1821 | 1841 | 1856 | 1876 | 1886 | 1901 | 1921 | 1936 | 1962 | 1982 | 2006 | 2015 | 2021 |
| --------- | ---- | ---- | ---- | ---- | ---- | ---- | ---- | ---- | ---- | ---- | ---- | ---- | ---- | ---- |
| Populație | 4946 | 5453 | 5365 | 5194 | 5266 | 5455 | 4953 | 5436 | 5383 | 8572 | 7940 | 5982 | 5325 | 4782 |

## Cultura și patrimoniul local

### Patrimoniul cultural
Jean Michel Prosper Guérin, La Pietà (1868), ulei pe pânză, conservată la Liceul Jean-Baptiste-Vuillaume.

### Locuri si monumente

#### Vestigii istorice
- Prezență romană: stelă funerară

#### Arhitectură civilă
- Case în stil Renaștere, cu curți interioare.
- Hale din piatră, datând din 1617, piață acoperită clasificată monument istoric prin decret din 10 septembrie 1913[48].
- Fântână comunală, strada Chanzy, clasificată monument istoric prin decret din 10 decembrie 1927[49].
- Fântână, strada Doctor-Joyeux, înscrisă ca monument istoric prin decret din 8 octombrie 1984[50].
- Turnul rotund de Ravenel, rămășiță a unui fost castel fortificat (secolele XVI-XVIII).
- Teatrul amenajat în fosta capelă a conventului Congregației Notre-Dame și sala adiacente denumită „a Clubului” sunt clasificate monumente istorice prin decret din 12 iulie 1989[51].
- Podul Stanislas, sau podul Saint-Vincent, construit în 1747 pe râul Madon, înscris ca monument istoric prin decret din 13 decembrie 1982[52].
- Colegiul Guy-Dolmaire, afiliat normei HQE (Haute Qualité Environnementale[n 11]).
- Spitalul psihiatric Ravenel, pe bulevardul René Porterat.

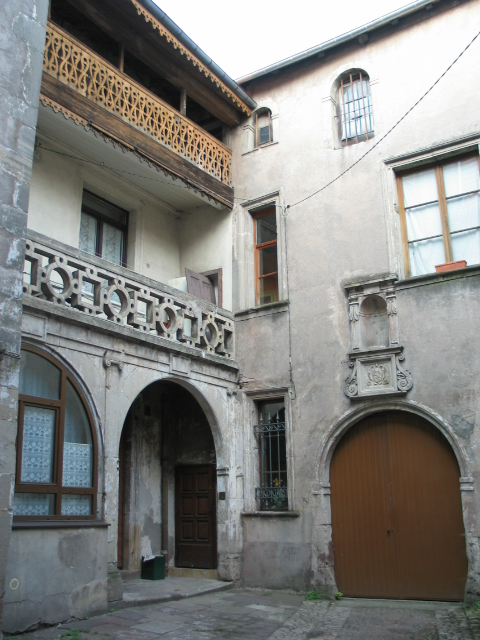
O curte interioară.
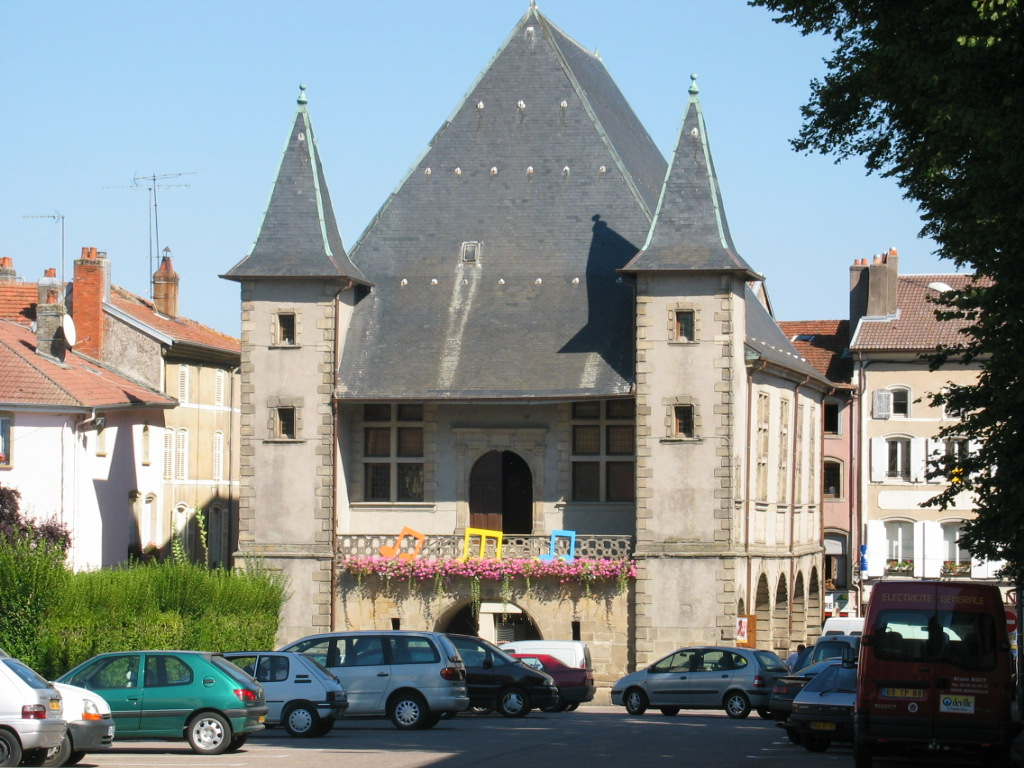
Halele
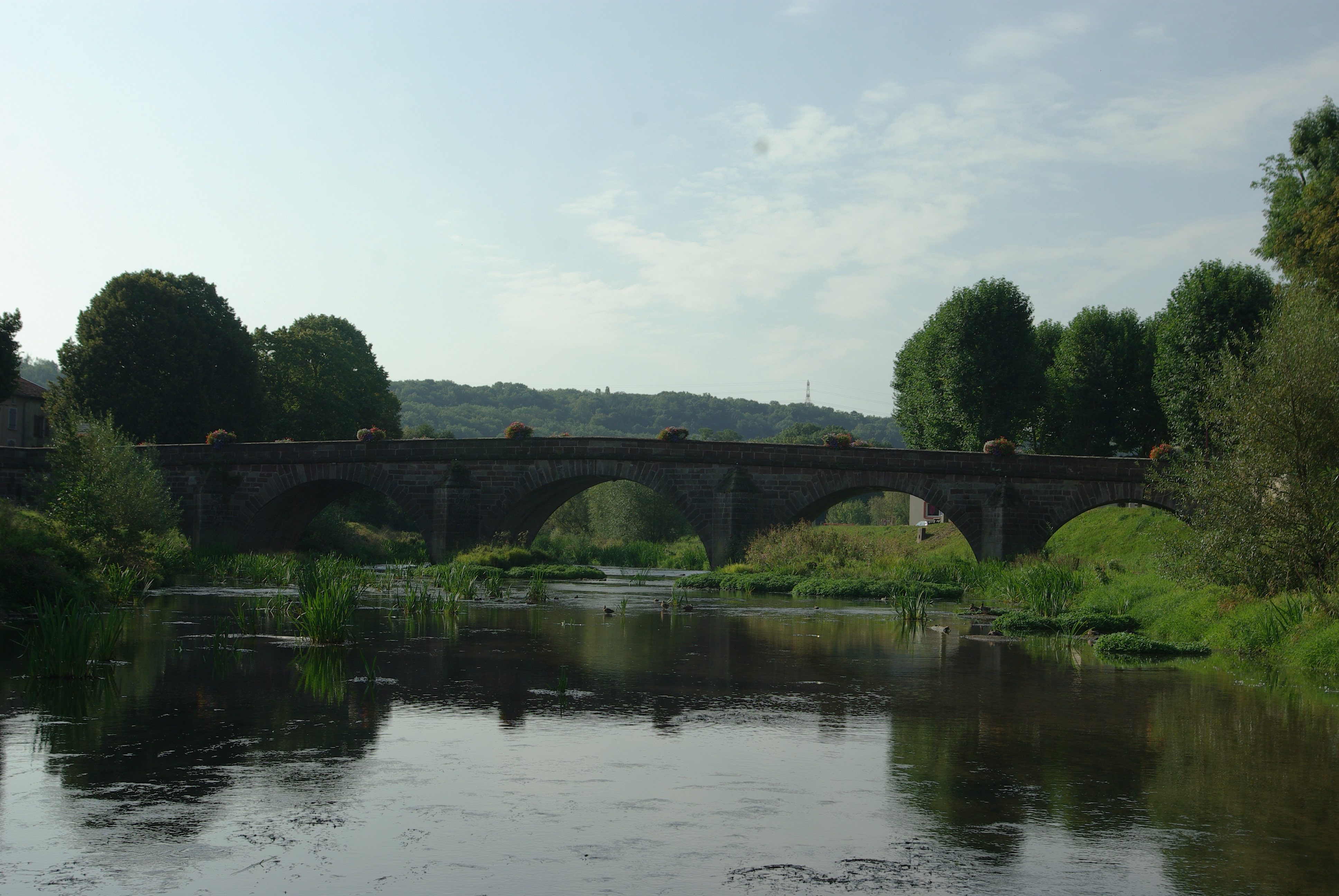
Podul Stanislas.
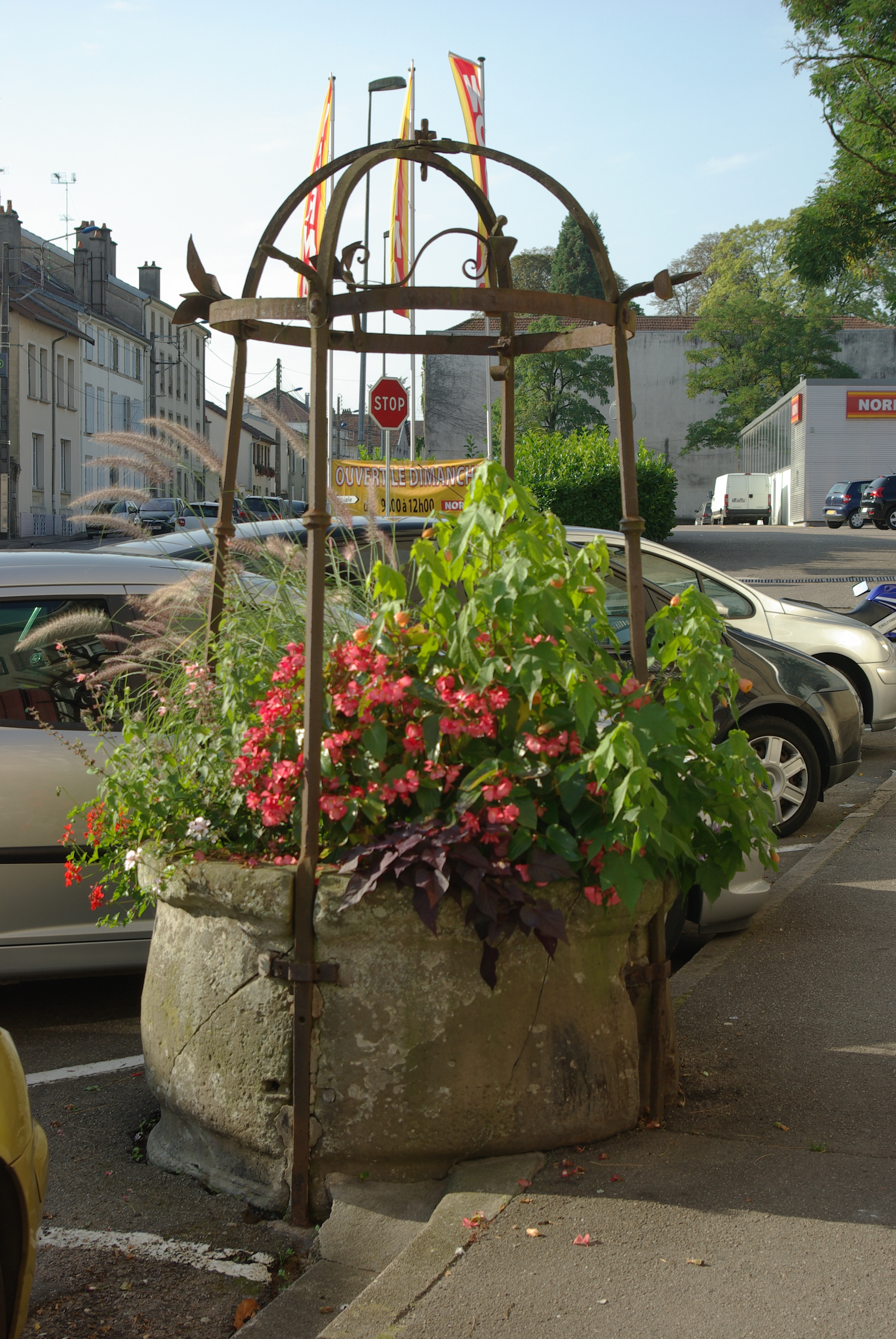
Fântână comunală, strada Chanzy.
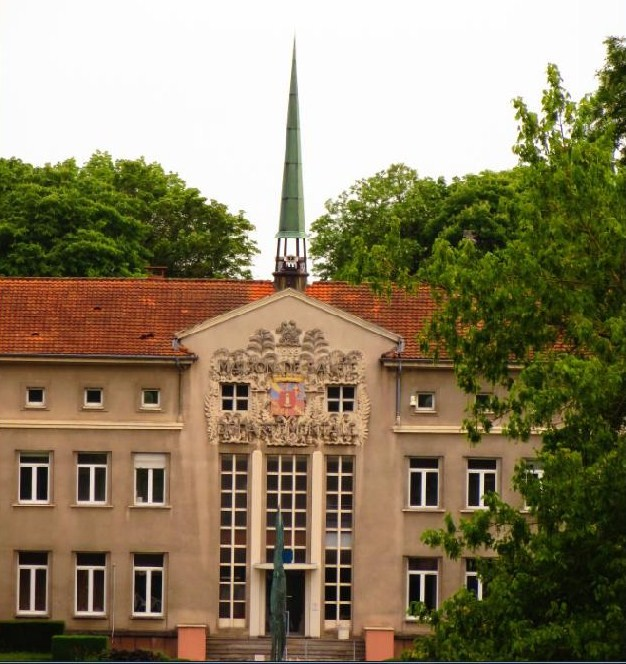
Spitalul psihiatric Ravenel.

#### Arhitectură religioasă și locuri de memorie
- Biserica Nașterii Domnului[54], clasificată monument istoric prin decret din 16 septembrie 1985[55], și orga sa[56][57][58][59].
- Fosta capelă a conventului Congregației Notre-Dame, construită în 1730, a fost amenajată ca teatru, în Piața General de Gaulle[51].
- Capela de La Oultre (secolul XV), înscrisă în lista monumentelor istorice prin decret din 6 decembrie 1982[60].
- Capela spitalului Val du Madon, pe strada Germini.
- Fosta capelă a spitalului Val du Madon, pe strada Cimitirului.
- Capela spitalului psihiatric Ravenel, pe bulevardul René Porterat.
- Monumentul eroilor din toate conflictele[61][62].
- Cimitirul militar francez[63].
- Statuile Fecioarei pe fațadele clădirilor[64].
- Pe micuțul obelisc din Épinal, un medalion ilustrează speranța: blazoanele din Remiremont, Neufchâteau, Mirecourt și Saint-Dié sunt plasate în triunghiuri în partea superioară.

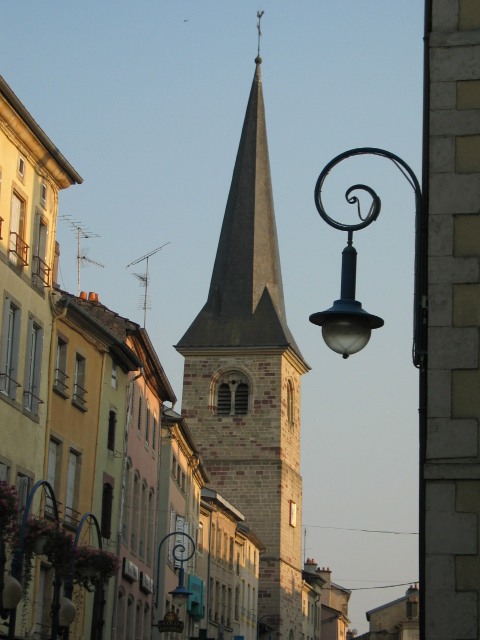
Biserica Nașterii Domnului.
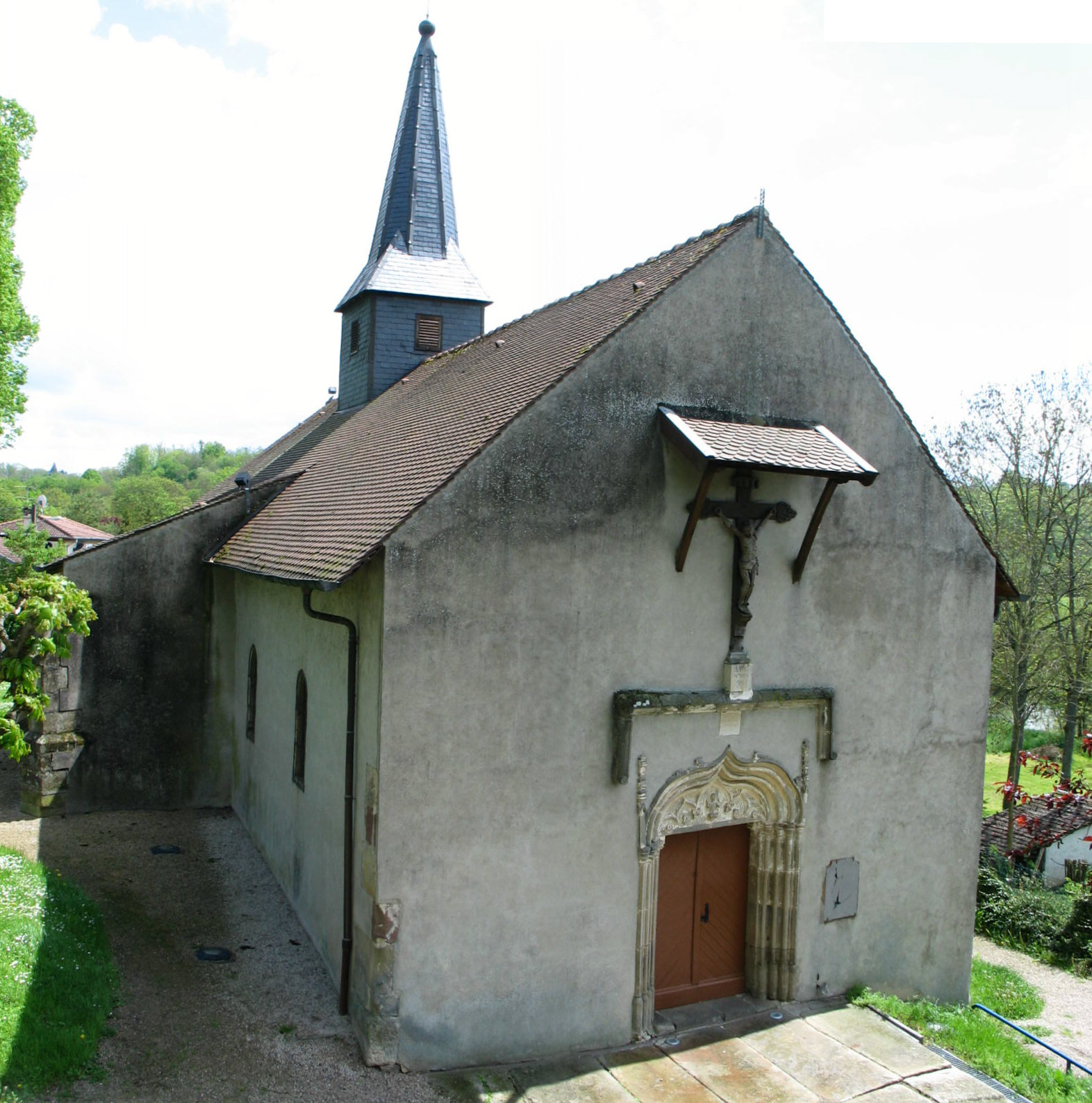
Capela de La Oultre.
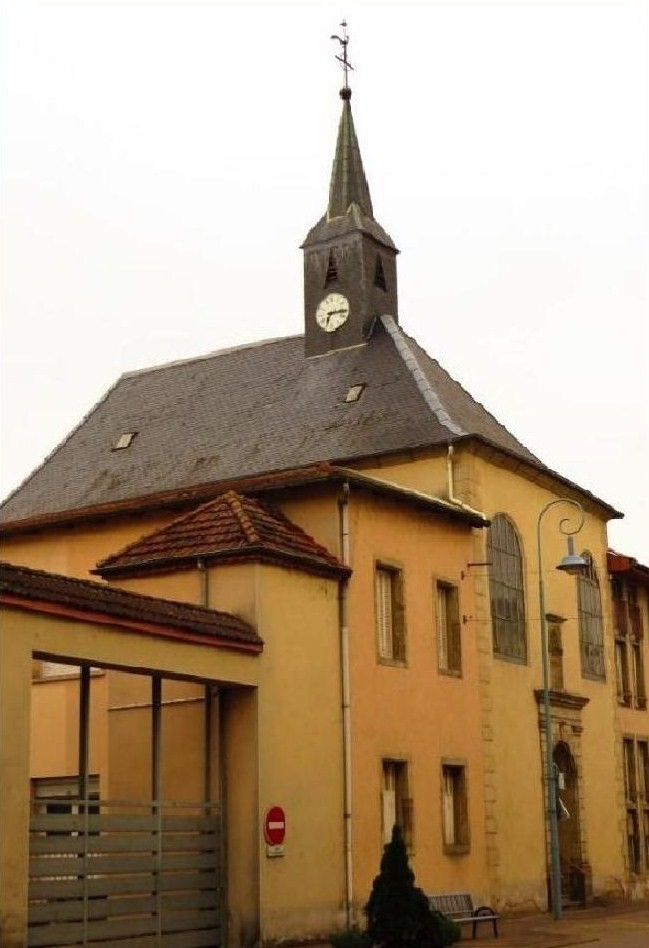
Capela spitalului Val du Madon.
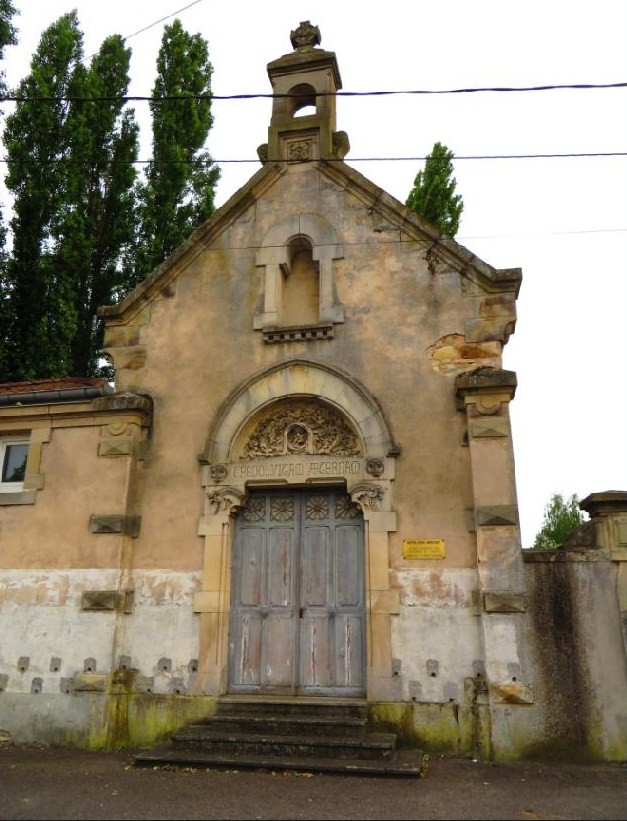
Fosta capelă a spitalului Val du Madon.
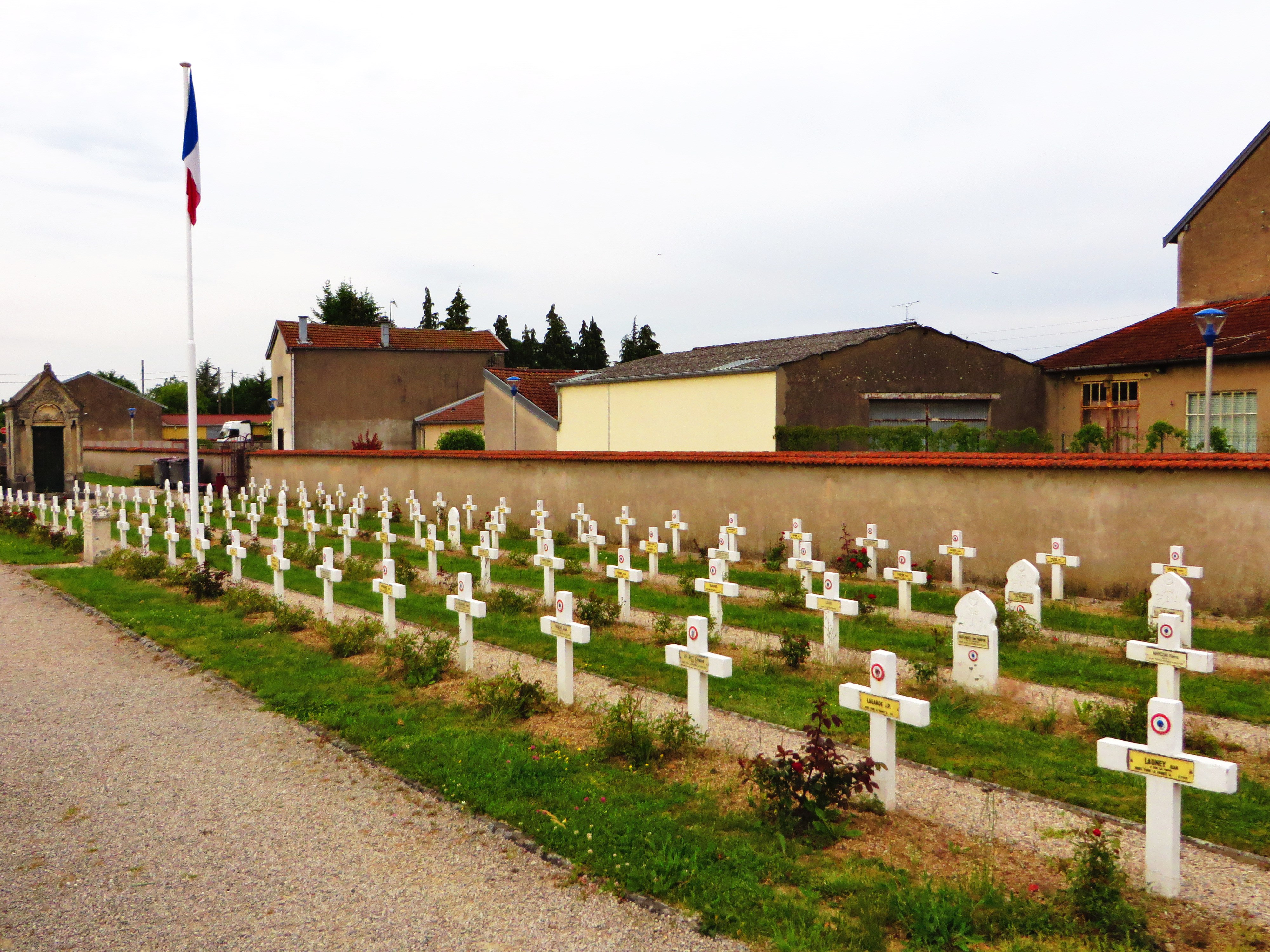
Cimitirul militar francez.
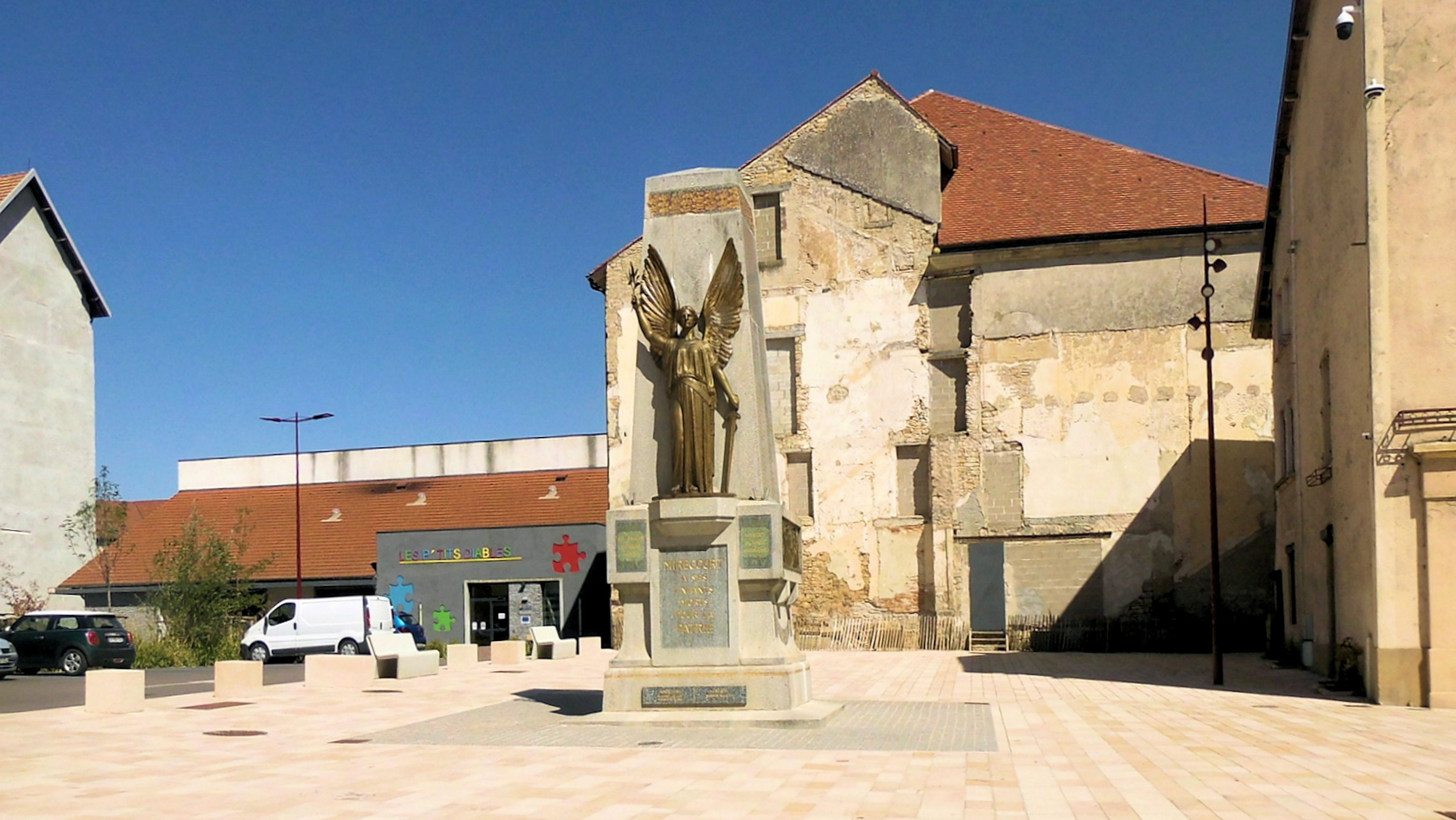
Monumentul eroilor.

### Muzee
- Casa muzicii mecanice și a dantelei[65][66].
- Muzeul Lutieriei și al Arcușurilor Franceze.

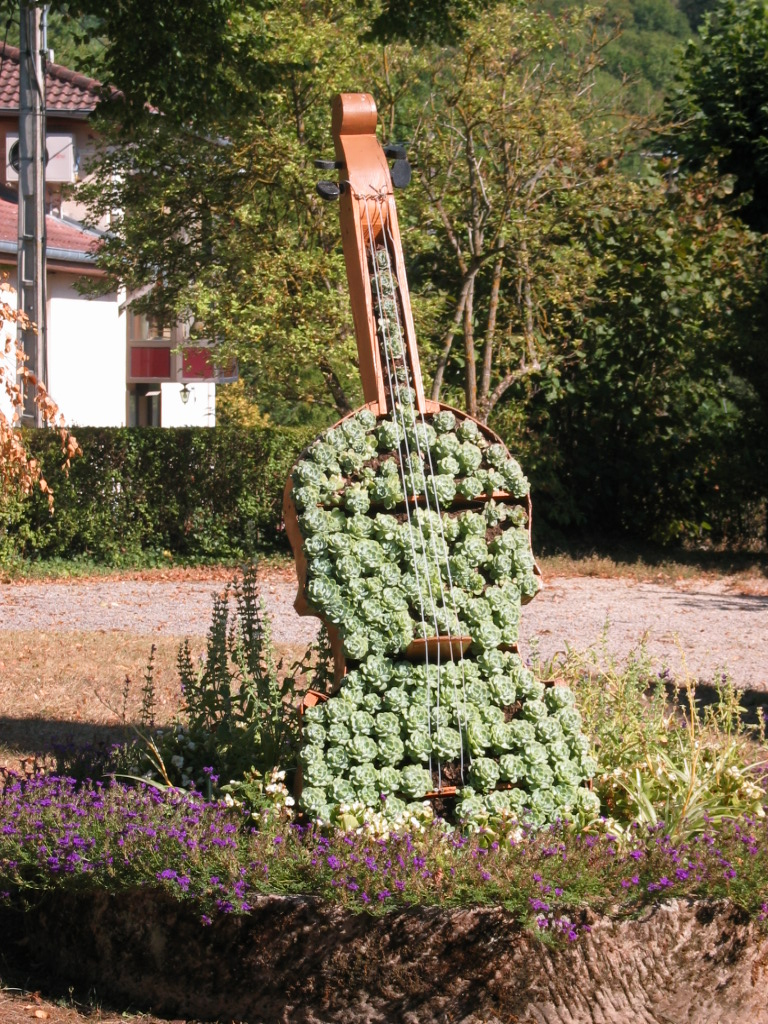
Omagiu adus lutieriei.
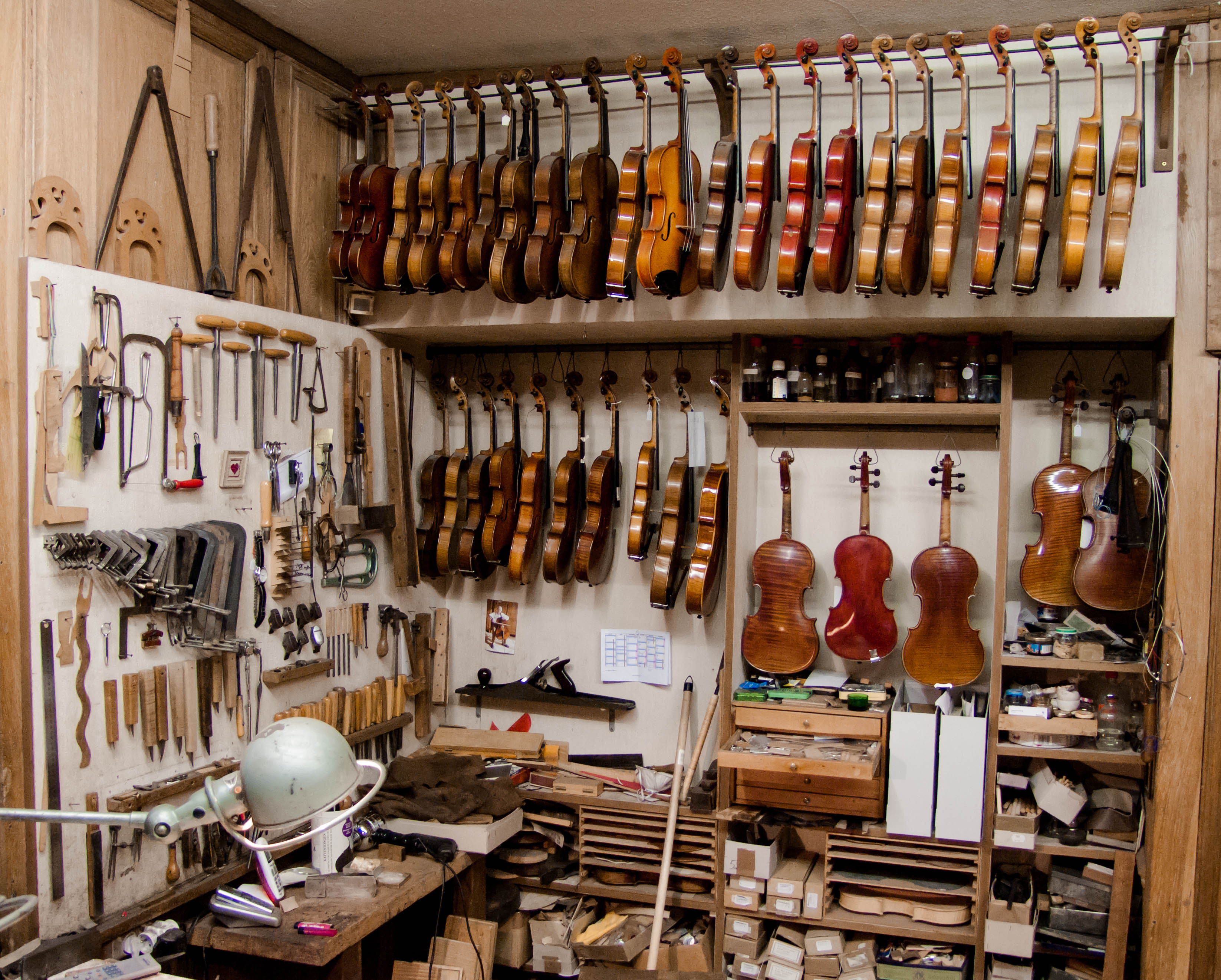
Atelierul unui lutier.
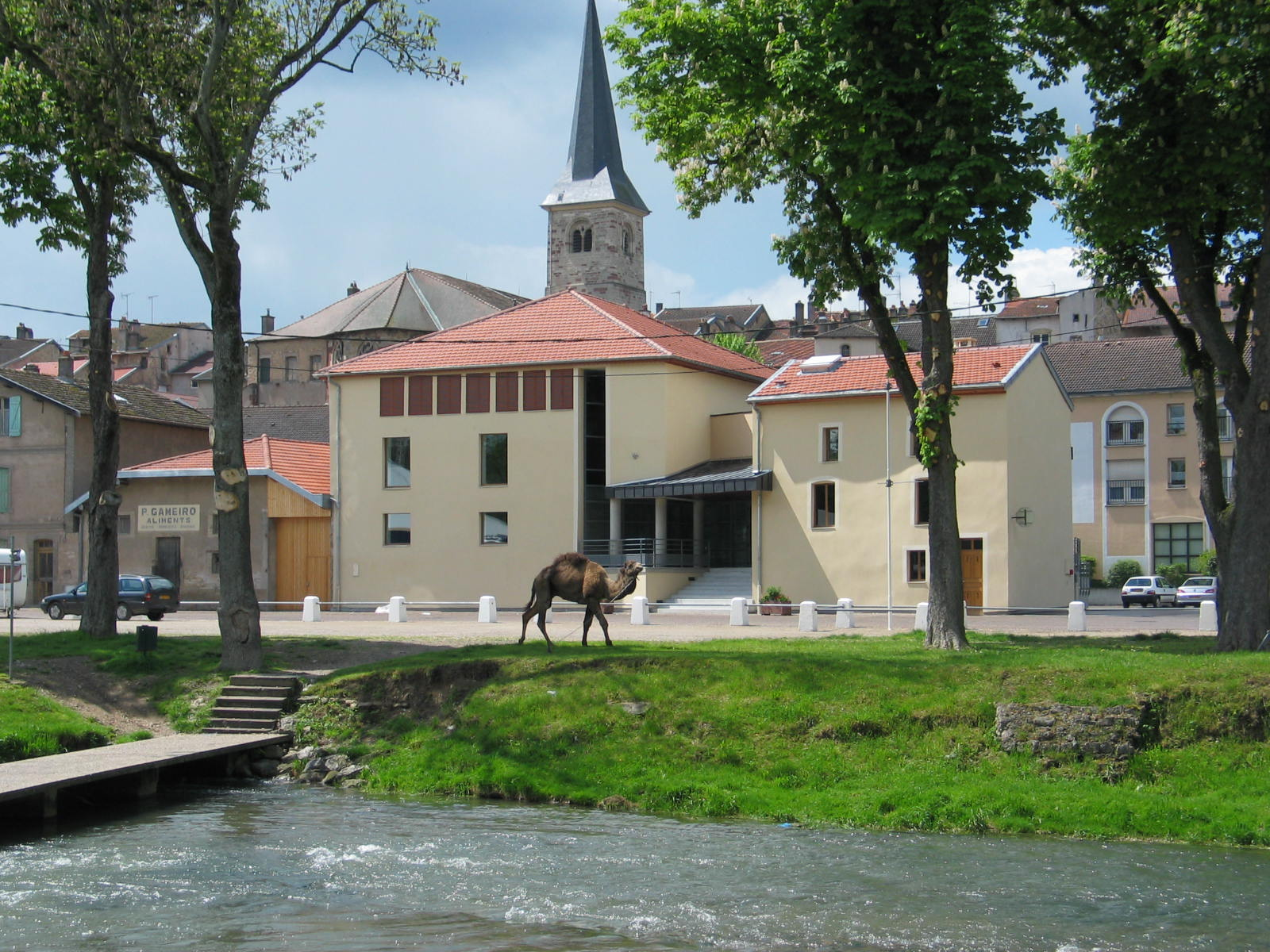
Muzeul Lutieriei și al Arcușurilor Franceze.
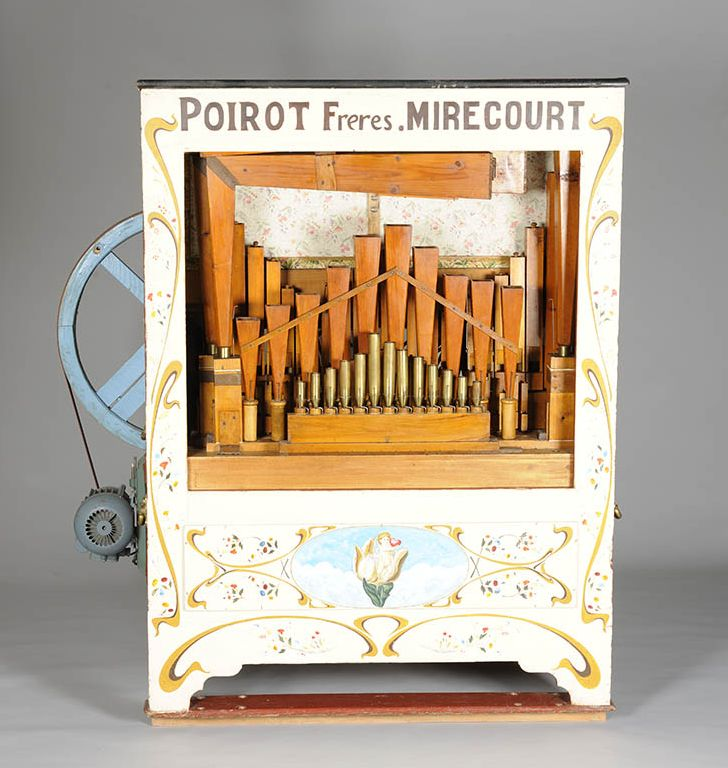
Pian mecanic, cutie muzicală.
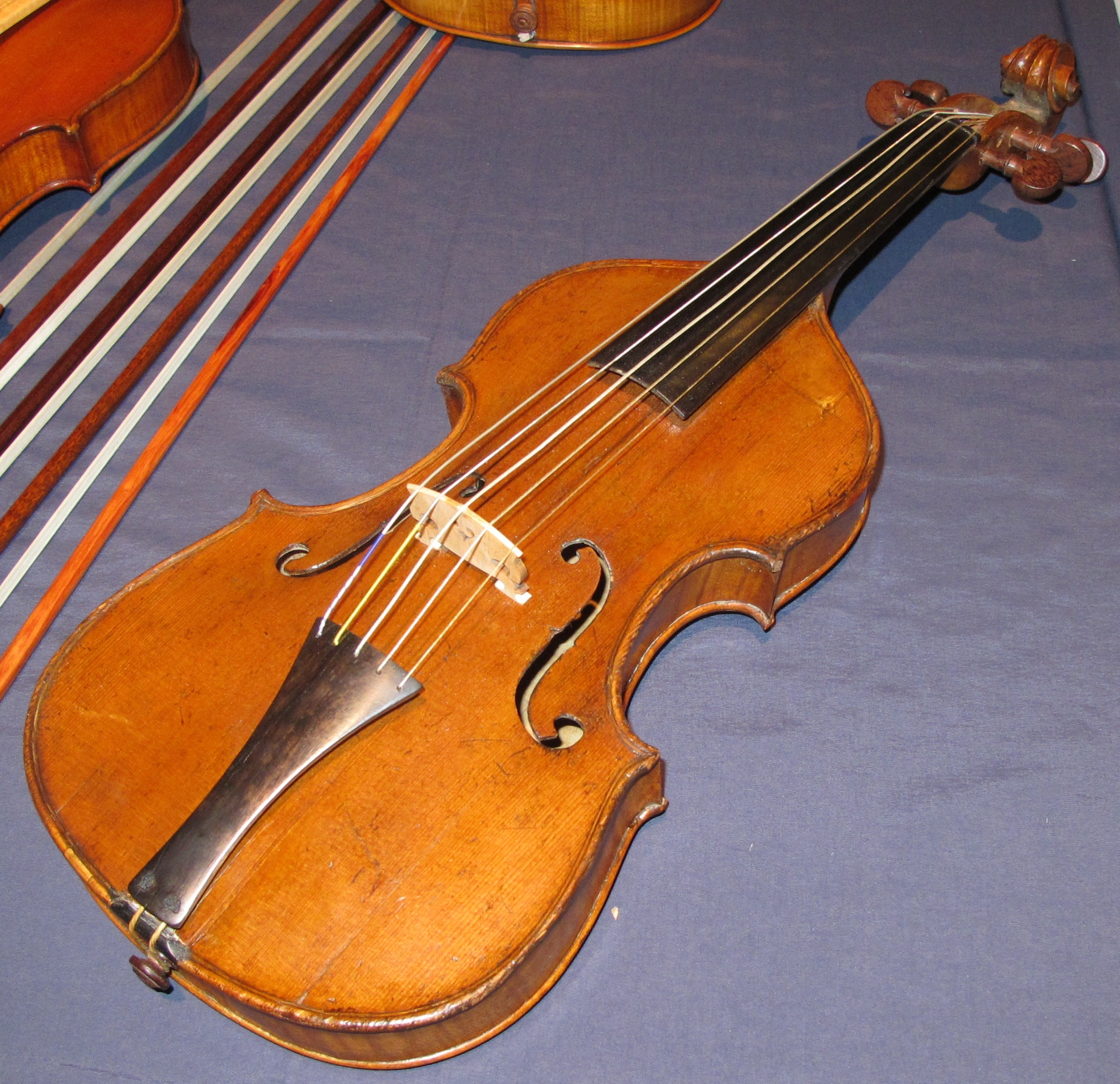
Vioară.

### Dotări culturale
Comuna dispune de un atelier de jazz la școala municipală de muzică.

### Filatelie
În 1979, Poșta franceză aduce un omagiu lutieriei prin emiterea unui timbru poștal de 1,30 franci, de culoare brun-roșie și sepia. Tipărit în 10 milioane de exemplare, acesta reprezintă un violon simbolic. A fost pus în vânzare în prima zi la Paris și la Mirecourt pe 8 decembrie. Poartă numărul YT 2072.

### Personalități
- Jean-Baptiste Vuillaume, lutier, născut în 1798
- Louis Buffet (1818 - 1876), fost premier al Franței;
- Max Leognany, gravor-medalist, născut în 1913.
- François Chamoux (1915-2007), elenist, membru al Academiei de Inscripții și Litere Frumoase și membru de onoare al Academiei Române (din 1991[69]), arheolog și scriitor.
- Jack Lang (născut în 1939), om politic francez, ministru al celei de-a Cincea Republici.
- Jean-Marie Cavada, jurnalist și om politic, născut în 1940.
- Maurice Fombeure, poet și scriitor, profesor de litere din 1933 până în 1947 la Mirecourt.

### Fabricarea de viori

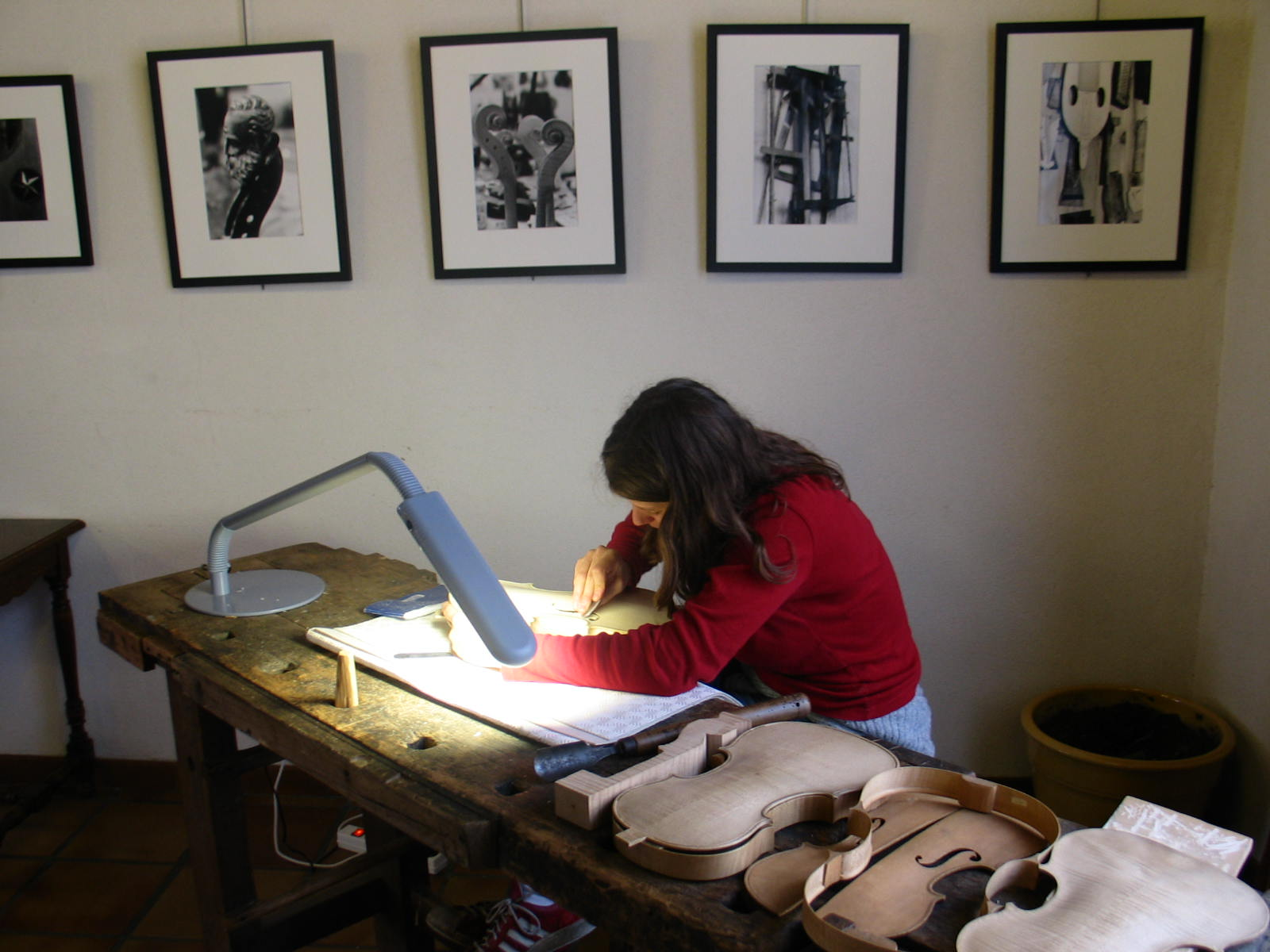
Fabricarea viorii la festivalul patrimoniului.

Originea lutieriei din Lorena pare să dateze din călătoriile ducilor de Lorena în Italia, de unde au adus muzicieni și lutieri excelenți la sfârșitul secolului al XVI-lea.
Se fabrică viori în Lorena încă din secolul al XVI-lea. Deși existența lutierului Tywersus, menționată de lutierul Nicolas Lupot în secolul al XVIII-lea, este incertă, primii lutieri atestați în Lorena, desemnați ca „făcători de viori”, sunt contemporani cu Girolamo Amati (1561-1630) și Niccolò Amati (1596-1684). Este vorba despre Nicolas Renauld și Nicolas Médard, ambii lucrând pentru Curtea de Lorena. Primul, care nu a lăsat instrumente, și-a desfășurat activitatea în a doua jumătate a secolului al XVI-lea. Al doilea, cunoscut pentru mai multe instrumente, a lucrat la Nancy un secol mai târziu. Nicolas Renauld, probabil legat de Kaspar Tieffenbrucker, a lucrat la Paris în jurul anului 1570 pentru Carol al IX-lea, împreună cu Andrea Amati și unul dintre strămoșii lui Nicolas Médard, la fabricarea instrumentelor destinate Capelei regelui Franței. Nicolas Médard a lucrat la instrumentele Capelei ducale a lui Carol al IV-lea de Lorena. O vioară din acea epocă, înarmată cu blazonul ducelui de Lorena și marcată cu fierul „Nicolas Médard, la Nancy, 1665”, atestă talentul acestui lutier. Mai târziu, el ar fi fabricat instrumente și pentru Capela regală a lui Ludovic al XIV-lea, înarmate cu blazonul Franței.
Este în mod special la Mirecourt unde lutieria își ia avântul. Încă de la începutul secolului al XVII-lea, lutierii se stabilesc în această comună. Astfel, în 1602, Dieudonné Montfort este deja declarat ca practicând meseria de „făcător de viori”. În 1635, existau deja 43 de lutieri. La mijlocul secolului al XVII-lea, familia de lutieri Lupot, din care descinde marele Nicolas Lupot, își exercita deja arta la Mirecourt.
În secolul al XVIII-lea, producția artizanală se dezvoltă la Mirecourt, profitând de resursele inepuizabile ale pădurii vosgiene. În 1732, pentru a reglementa această profesie înfloritoare, ducesa văduvă Élisabeth Charlotte de Orléans, acționând în numele lui Francisc al III-lea de Lorena, promulgă o cartă menită să protejeze corporația „lutierilor și făcătorilor de viori din Mirecourt și Mattaincourt” „de abuzurile care se strecoară în meseria lor”, pentru a păstra „renumele pe care și l-a dobândit odinioară, de a conține făuritori pricepuți de instrumente”. Într-adevăr, sunt adevărate dinastii de lutieri și arcușari care fac renumele acestui meșteșug, printre care trebuie menționați Aldric, Lupot, Gand, Bernard, Jacquot, Nicolas, Mougenot, Vuillaume (inclusiv Jean-Baptiste, supranumit Stradivariusul francez), Charotte, Apparut, Hilaire, Collin, Laberte, Magnié, Peccate, Bazin, Ouchard, Caussin (inclusiv François Hippolyte Caussin).
Comerțul și fabricarea viorilor continuă să se dezvolte în secolul al XIX-lea, făcând din Mirecourt principalul centru de producție de instrumente cu coarde din Franța. În 1925, lutieria din Mirecourt se compunea din zece ateliere și patru fabrici care angajau 680 de muncitori. Ulterior, multe dintre aceste prestigioase ateliere au dispărut. Totuși, în anii 1970 apare un reînnoit interes datorită înființării Școlii Naționale de Lutierie la Mirecourt.
În prezent, lutieria continuă să facă parte din tradițiile orașului, care sunt perpetuate datorită Școlii Naționale de Lutierie, unde una dintre rarele forme de pregătire în acest domeniu este oferită la liceul Jean-Baptiste Vuillaume, și datorită lutierilor care încă își desfășoară activitatea în comună. Lutierul renumit Jean-Jacques Pages creează și produce instrumente de mare calitate, pe care le copie după modelele marilor maeștri precum Amati și Stradivarius. Frații Gérome sunt specializați doar în fabricarea de chitare și mandoline, dar corporația lutierilor i-a acceptat. Mândria celor doi frați, acum retrași, va rămâne faptul că au avut ocazia să-l întâlnească pe Georges Brassens, care le-a cumpărat o chitară.
Un muzeu municipal al lutieriei permite aprofundarea cunoștințelor despre acest meșteșug de artă. Printre lucrările picturale se numără Portrait d'un musicien, pictat de artistul belgian François-Joseph Navez, datat din 1836, și o reproducere fotografică a unui portret al lutierului Nicolas Lupot, realizată de Henriette Lorimier, datată din 1805. Originalul acestui portret a fost depozitat de muzeul municipal al lutieriei la Cité de la musique din Paris.

### Dantela

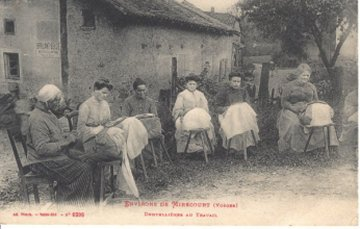
Dantelării.

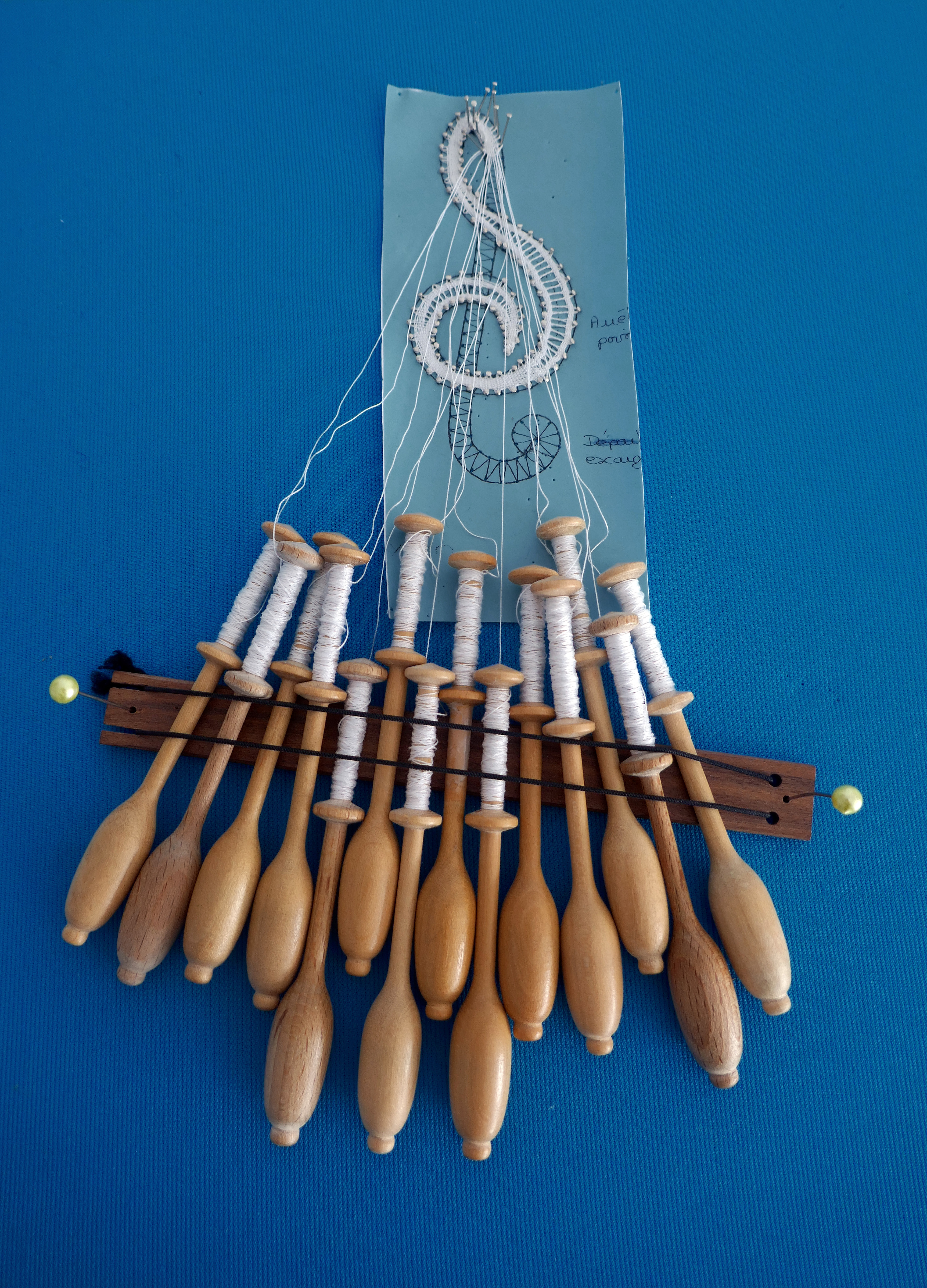
Dantelă din fusuri

Arta dantelei din fusuri ar data încă din epoca egipteană. Mariile invazii au dus la uitarea acestui meșteșug, iar abia începând cu secolul al XVI-lea a fost reintrodus în Lorena și, în special, la Mirecourt de către lutierii italieni, sprijiniți de ducii de Lorena.
Saint Pierre Fourier, preot la Mattaincourt, a creat confreria Surorilor de Notre-Dame și le-a încurajat să învețe dantelă în școlile lor și în orfelinat. Fetele din familii înstărite lucrau la acest meșteșug pentru a-și îmbogăți zestrea. Copiii din orfelinat, femeile din familiile muncitorești și țărăncele se dedicau acestei arte pentru a obține un venit. În 1790, mii de dantelărese lucrau deja pentru comercianți din toate țările vecine, orașul era cunoscut la nivel mondial, iar în jurul anului 1850 a fost epoca de aur a dantelei de Mirecourt. La mijlocul secolului XX, la Mirecourt au mai rămas doar câteva dantelărese care au predat acest meșteșug, asigurând astfel continuarea acestei activități. Astăzi, datorită unei asociații dinamice cu peste 140 de participanți, Mirecourt și-a recăpătat renumele internațional cu dantela din fusuri de o finețe incomparabilă, inclusiv prin crearea asociației Promotion et Renouveau de la dentelle. Datorită acesteia, dantela renaște la Mirecourt, unde se oferă cursuri și se organizează expoziții permanente, cu dantelărese la lucru la Maison de la Dentelle.

## Înfrățiri
- Germania – Bonn